# Cimolichthys
Cimolichthys è un genere di  pesci ossei estinto, appartenente agli aulopiformi. Visse nel Cretaceo superiore (circa 95 - 70 milioni di anni fa) e i suoi resti fossili sono stati ritrovati in Europa e in Nordamerica.

## Descrizione
Questo pesce possedeva un forte corpo allungato e poteva raggiungere i 2 metri di lunghezza. L'aspetto doveva ricordare vagamente una sorta di incrocio tra un salmone e un barracuda. Il cranio era dotato di lunghe mascelle sottili, armate di tre file di denti aguzzi. Erano inoltre presenti denti aguzzi sul vomere (caratteristica che si riscontra in altri aulopiformi cretacei, come Prionolepis, Nardorex, Enchodus ed Eurypholis). Possedeva una sola pinna dorsale di piccole dimensioni, posta poco prima delle pinne pelviche, e la pinna caudale era composta da due lobi nettamente separati. Il corpo era ricoperto da grandi piastre lungo il dorso e nella zona del ventre. 

## Classificazione
Il genere Cimolichthys venne istituito da Joseph Leidy nel 1857, sulla base di fossili ritrovati in Inghilterra meridionale in terreni del Turoniano. La specie tipo è C. levesiensis (Lewes è una cittadina presso la quale sono stati ritrovati i fossili). Successivamente Edward Drinker Cope, nel 1872, descrisse numerose altre specie attribuite a questo genere, provenienti dal Cretaceo superiore (Coniaciano-Campaniano) del Kansas (C. gladiolus, C. anceps, C. semianceps, C. sulcatus), oltre alla specie "Empo" nepaholica. Attualmente, l'unica specie valida attribuita a Cimolichthys è proprio quest'ultima, nota come C. nepaholica. Altri fossili sono stati ritrovati in Wyoming, Canada e Paesi Bassi.
Cimolichthys è stato inizialmente classificato come un salmoniforme affine a Enchodus. Successivamente, questi due generi insieme a molti altri pesci predatori sono stati riclassificati nell'ordine degli aulopiformi. Cimolichthys sembrerebbe essere una forma basale rispetto a molti altri aulopiformi cretacei, tra cui Enchodus, Eurypholis, Prionolepis, ma più derivata di Halec e Phylactocephalus (Silva e Gallo, 2011). 

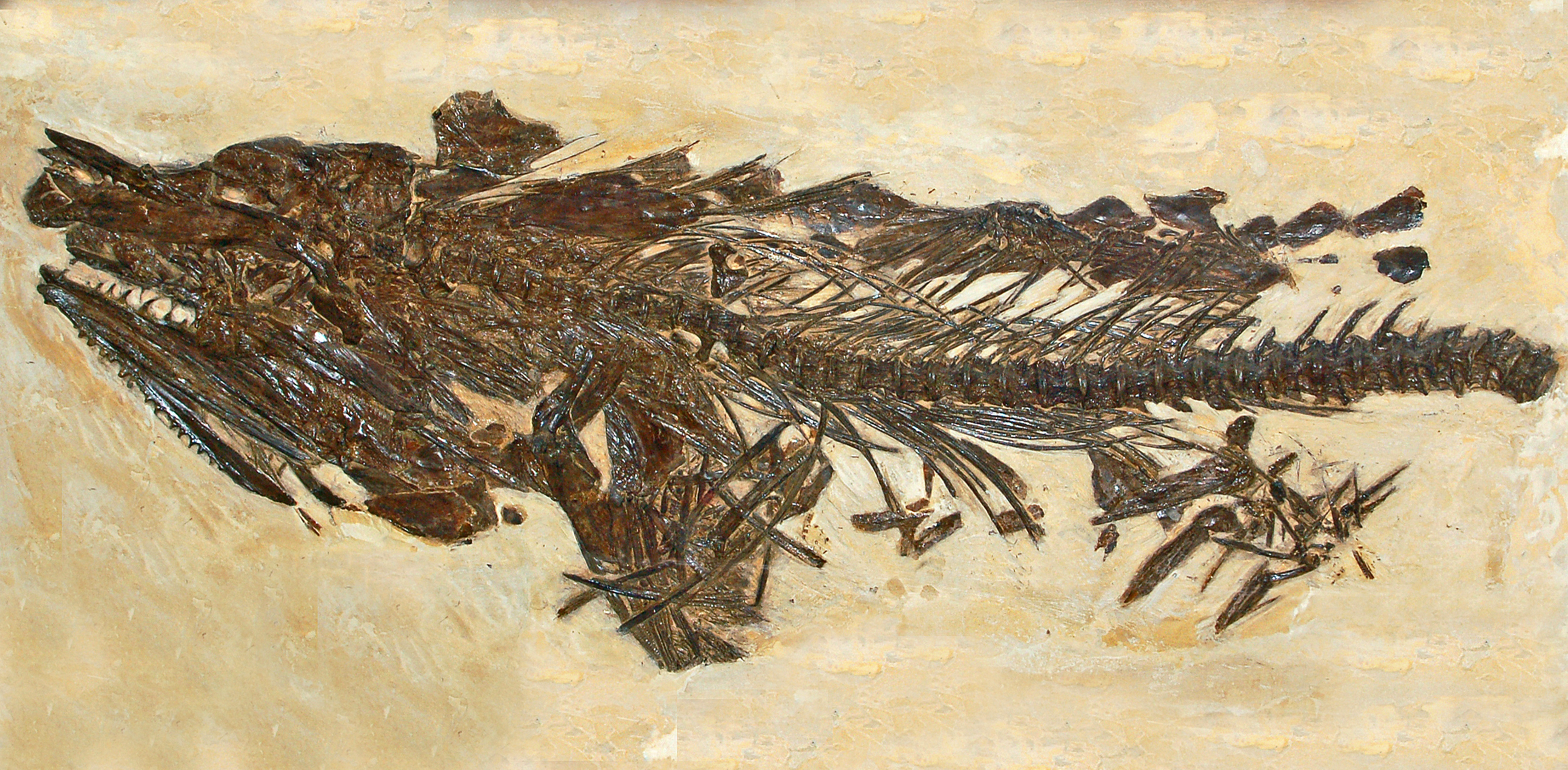
Fossile di Cimolichthys nepaholica

## Paleoecologia
Cimolichthys era un veloce e potente predatore dei mari del Cretaceo, e lo stile di vita doveva essere simile a quello di un attuale barracuda. Sembra che questo pesce fosse insolitamente attratto da prede piuttosto grandi, poiché all'interno dei suoi fossili si trovano spesso prede di grosse dimensioni solo parzialmente digerite. Un fossile particolarmente insolito mostra un grosso gladio del grande cefalopode Tusoteuthis longa all'interno della bocca di un Cimolichthys nepaholica. Sembra che il pesce abbia iniziato a inghiottire il cefalopode, venendone però soffocato prima di riuscire a terminare il pasto (Kauffman, 1990).